# 中条文書
中条文書（なかじょうもんじょ）とは、越後国の武士で後に米沢藩に仕えた中条氏伝来の文書。現在は山形大学所蔵のものや新潟県立歴史博物館所蔵『越後文書宝翰集』所収のもの、中条町→胎内市所蔵のものなどが知られている。

## 概要
中条氏の祖である三浦和田氏は、鎌倉幕府成立時に越後国奥山荘を与えられて同地に移住、中条氏はその一部を継承した。中条藤資は上杉謙信に帰属して重臣として重用されたことで知られている。
中世以来の中条氏所有の所領関係などの文書は幕末まで同氏に伝えられていたが明治維新後に流出、現在は山形大学や中条氏の故地であった中条町に寄贈された文書や個人所有の文書など500点以上のものが知られている。特に所領相論の際に作成された荘園絵図「奥山荘波月条絵図」（胎内市所蔵）などは良く知られている。中世武士の所領経営や分割相続の実態などを知る上で貴重な史料も多いとされている。